# Santa María Tecomavaca
Santa María Tecomavaca är en kommun i Mexiko.   Den ligger i delstaten Oaxaca, i den sydöstra delen av landet, 280 km sydost om huvudstaden Mexico City.
Följande samhällen finns i Santa María Tecomavaca:
- Buena Vista